# Champs macabres du Texas
Les champs macabres du Texas sont un lopin de terre de 10 hectares environ à League City au Texas, situé à un 1,6 km de l'Interstate Highway 45 et à environ 42 km au sud-est de Houston. Depuis le début des années 1970, des dizaines de corps de jeunes femmes ont été retrouvés le long de l'Interstate Highway 45, et de nombreuses jeunes filles ont disparu dans cette zone, dont les corps n'ont jamais été retrouvés. La possibilité que ces meurtres soient l'œuvre de plusieurs tueurs en série est largement envisagée. La plupart des victimes étaient âgées de 12 à 25 ans. Certaines partageaient des caractéristiques physiques similaires, telles que des coiffures similaires.
Cependant, malgré les efforts déployés par la police de League City, ainsi que l'aide du FBI, très peu de ces meurtres ont été résolus. De plus, ceux qui l'ont été étaient fondés sur des aveux donnés par des prisonniers ou des aveux donnés sous la contrainte du policier. Ces champs ont été décrits comme "un endroit parfait [pour] tuer quelqu'un et s'en tirer". Après avoir été sur les lieux de découverte des corps à League City, Ami Canaan Mann, réalisateur du film Killing Fields, a commenté : « On pouvait voir les raffineries qui se trouvent à l'extrémité sud de League City. On pouvait voir la I-45. Mais même si vous criez, on ne vous entend pas forcément. Et si vous courez, il n'y a pas vraiment d'endroit où aller." Un groupe de travail composé de policiers locaux et d'agents du FBI, appelé Operation HALT (Homicide/Abduction Liaison Team), a été formé pour enquêter sur cette affaire.

## Les victimes
Victimes confirmées ou potentielles, classées dans l'ordre chronologique.
- Colette Anise Wilson, 13 ans, a disparu de l'arrêt de bus d'Alvin, situé sur la County Road 99 et la U.S. Route 6, après avoir y été déposée par son chef d'orchestre le 17 juin 1971. Son corps a été retrouvé cinq mois plus tard, le 26 novembre 1971, près du réservoir Addicks. Elle avait reçu une balle dans la tête. Le corps de Gloria Gonzales sera découvert quatre mois plus tard à seulement 35 mètres de celui de Colette.
- Brenda Kaye Jones, 14 ans, a été vue pour la dernière fois le 1er juillet 1971 alors qu'elle se rendait à l'hôpital de Galveston, près de l'Interstate Highway 45, pour rendre visite à sa tante. Son corps a été retrouvé le lendemain, flottant dans la baie de Galveston près de Pelican Island, à proximité du Seawolf Parkway et de l'Interstate Highway 45. Elle avait une chaussette enfoncée dans la bouche et était morte d'une blessure à la tête.
- Rhonda Renee Johnson, 14 ans, et Sharon Lynn Shaw, 13 ans, ont disparu dans le comté de Harris l'après-midi du 4 août 1971. Elles ont été vues pour la dernière fois marchant le long du Seawall Boulevard à Galveston, près d'une plage locale. Le 3 janvier 1972, deux garçons qui pêchaient à Clear Lake ont découvert un crâne humain flottant dans l'eau, qu'ils ont d'abord pris pour un ballon de sport. Six semaines plus tard, des chercheurs ont découvert le reste du corps, ainsi qu'un autre corps, dans un marais près du lac. Selon l'enquête du coroner du 17 février 1972, le crâne trouvé dans le lac a été identifié par les dossiers dentaires comme appartenant à Shaw. En outre, un crucifix trouvé autour de la mâchoire a été identifié par la mère de Shaw comme ayant appartenu à sa fille. L'autre corps retrouvé dans le marais a été identifié avec certitude comme étant celui de Johnson. La cause de leur mort n'a pas pu être déterminée.
- Gloria Ann Gonzales, 19 ans, a été vue pour la dernière fois le 28 octobre 1971, près de son appartement de Jacquelyn Street à Houston. Ses restes squelettiques ont été retrouvés près du réservoir Addicks, dans la même zone que Colette Wilson, le 23 novembre 1971. Elle est morte d'un traumatisme crânien.
- Allison Anne Craven, 12 ans, a été portée disparue par sa mère le 9 novembre 1971, alors qu'elle rentrait chez elle à Houston, près de l'Interstate 45, après avoir fait des courses pendant une heure. Trois mois plus tard, la police a retrouvé des restes partiels dans un champ voisin : deux mains, les os d'un bras et quelques dents. Le 25 février 1972, le reste de son squelette a été retrouvé dans un champ de Pearland, au Texas, près de l'Interstate 45 et à 16 km de l'endroit où elle avait été vue pour la dernière fois.
- Debbie Catherine Ackerman et Maria Talbot Johnson, 15 ans, ont été vues pour la dernière fois le 15 novembre 1971 près d'un magasin de glaces situé sur une île de Galveston, alors qu'elles tentaient de faire de l'auto-stop jusqu'à Houston. Des témoins ont rapporté avoir vu un homme dans une camionnette blanche s'arrêter sur le bord du trottoir et prendre les filles après avoir accepté de les conduire à Houston. Leurs corps ont été retrouvés ligotés et partiellement nus dans le Turner's Bayou le 17 novembre 1971, près de Texas City. Une autopsie a permis de déterminer que les deux adolescentes avaient été tuées par balle avant d'être attachées et noyées.
- Kimberly Raye Pitchford, 16 ans, a été vue pour la dernière fois à la Dobie High School de Houston, alors qu'elle y passait un examen de conduite le 3 janvier 1973. Son corps a été retrouvé 2 jours plus tard par deux adolescents, dans un fossé, à Angleton, au Texas, sur la County Road 65 dans le comté de Brazoria. Elle portait une robe bleue, mais sa montre et ses chaussures avaient disparu. Elle est morte par strangulation.
- Brooks Bracewell, 12 ans, et Georgia Caroline Geer, 14 ans, ont été vus pour la dernière fois à la supérette UtoteM, près de l'Interstate 45, le 6 septembre 1974. Georgia portait une tenue orange et Brooks, un pantalon haut à carreaux et un pull-over doré à col en V. En 1976, une partie de leurs restes a été retrouvé par la police à Alvin, mais en raison de négligence, n'ont pas été identifiés comme étant les leurs. Ce n'est qu'en 1981, lorsqu'un nouveau détective reprend l'affaire, que l'on réexamine le fossé où les corps ont été retrouvés. Le 3 avril 1981, on y trouve d'autres restes, ainsi que les fragments d'un pull-over doré et d'un pantalon à carreaux.
- Suzanne “Suzie” Bowers, 12 ans, a été vue pour la dernière fois le 21 mai 1977 vers 10h45, à Galveston. Elle marchait entre la maison de sa grand-mère, au 4000 de l'avenue S, et sa propre maison, au 3100 de l'avenue P, trajet d'environ 3 minutes. L'élève de cinquième rentrait chez elle pour prendre son maillot de bain afin d'aller à la plage. Son squelette a été retrouvé deux ans plus tard à Alta Loma, au Texas, le 25 mars 1979. Son crâne semble avoir été perforé par une arme à feu, mais les enquêteurs n'ont pas pu déterminer la cause de sa mort.
- Tina Gail Clouse, 17 ans, et Harold Dean Clouse Jr., 20 ans, ont été découverts le 12 janvier 1981, au nord du comté de Harris, dans une zone boisée et marécageuse située au nord des limites de la ville de Houston. Un homme, en promenade dans les bois avec son chien, a vu son animal revenir vers lui avec un bras humain en décomposition dans la gueule. Les équipes de recherche qui ont suivi la découverte du chien ont trouvé les corps décomposés des époux Clouse près de Wallisville Road. Malgré une décomposition importante, il a pu être déterminé que les deux personnes avaient été victimes d'un meurtre. Tina avait été étranglée et Harold avait été ligoté et bâillonné[5] avant d'être battu à mort[6]. En 2021, des généalogistes ont confirmé l'identification de Dean et Tina, et en 2022, leur fille Holly Marie a été retrouvée vivante en Oklahoma[7].
- Michelle Angela Garvey, 15 ans, a disparu le 1er juin 1982 de New London dans le Connecticut, probablement après avoir fugué de chez elle[8]. Son corps a été retrouvé le 1er juillet 1982 à Baytown, au Texas, un mois après sa disparition. La cause du décès a été déterminée comme étant la strangulation. Il existe des preuves que Garvey a été agressée sexuellement. Son corps a été retrouvé vêtu de vêtements bruns, notamment d'une chemise boutonnée à manches longues avec un cheval brodé sur la poitrine[9]. Son corps a été jeté dans un champ, probablement quelques heures après le meurtre. Elle a été enterrée près de deux autres victimes retrouvées en 1981 qui n'étaient pas encore identifiées. Elles l'ont finalement été en 2021 comme étant Dean et Tina Clouse[10],[11]. Garvey a été identifiée en janvier 2014, grâce aux efforts du NCMEC et du service de police du comté de Harris, qui avait contacté sa famille en août 2013 et obtenu des échantillons de leur ADN pour les tester[12].
- Susan Lee Eads, 20 ans, serveuse, a quitté le domicile familial dans le comté de Harris vers 16h30 le 30 août 1983, pour se rendre sur son lieu de travail. Le lendemain, un automobiliste a découvert son corps à quelques kilomètres de son domicile. Elle était nue et présentait des ecchymoses sur le dos et le visage. Susan avait été étranglée à mort avec le body qu'elle portait et qui avait servi de garrot[13]. Sa voiture a été retrouvée garée à côté du terrain vague où son corps a été retrouvé. L'autopsie a révélé qu'elle avait été agressée sexuellement. Eads a été vue pour la dernière fois dans un bar local avec un homme blanc portant un chapeau de cow-boy. Sa mère a reçu des appels téléphoniques d'un homme non identifié qui prétendait avoir des photos de sa fille. Il s'est présenté sous le nom de "Bill" et a déclaré qu'il vivait à Houston. Un profil ADN extrait du corps d'Eads a été comparé à celui d'Arthur Raymond Davis Jr, vétéran de la guerre du Viêt Nam et capitaine de bateau. Il est décédé le 16 janvier 1984 à la suite d'un accident de voiture[14].
- Le 10 octobre 1983, Heide Marie Villarreal-Fye, 25 ans, serveuse, a été vue pour la dernière fois dans une supérette située à l'angle de West Main Street et de Hobbs à League City, au Texas. Le 4 avril 1984, les restes d'Heidi ont été découverts après qu'un chien a ramené son crâne dans une maison voisine de Calder Field. Le médecin légiste a déterminé qu'elle avait des côtes cassées et qu'elle avait été battue avec une massue. Elle serait probablement morte d'un traumatisme crânien contondant.
- Sondra Kay Ramber, 14 ans, a été vue pour la dernière fois au domicile de sa famille à Santa Fe, au Texas, le 26 octobre 1983. Sa disparition a été constatée car la porte d'entrée était restée ouverte, qu'il y avait de la nourriture dans le four et que son sac à main et son manteau se trouvaient encore dans la maison. On a d'abord cru qu'elle était allée en course, mais elle n'est jamais revenue[15].
- Laura Lynn Miller, 16 ans, a été vue pour la dernière fois le 10 septembre 1984, utilisant une cabine téléphonique pour appeler son petit ami, dans la même supérette où Villarreal-Fye avait été vue pour la dernière fois un an plus tôt à League City. Ses restes ont été retrouvés le 2 février 1986, à une vingtaine de mètres de l'endroit où la police avait trouvé Villarreal-Fye l'année précédente.
- Ellen Rae Simpson Beason, 29 ans, a été vue pour la dernière fois avec des amis le 29 juillet 1985 au Texas Moon Club à League City, où elle a rencontré Clyde Hedrick, un local ouvrier du bâtiment. Plus tard dans la soirée, elle a dit à ses amis qu'elle et Hedrick avaient prévu d'aller nager. Ses restes décomposés ont été découverts sous un canapé dans une zone boisée à côté de Old Causeway Road dans le comté de Galveston. Le médecin légiste n'a pas pu déterminer la cause du décès à ce moment-là, mais lors de l'exhumation de ses restes en 2012, il a été établi qu'elle avait subi plusieurs graves fractures du crâne.
- Michelle Doherty Thomas, 17 ans, a été vue pour la dernière fois quittant la résidence familiale de Santa Fe, le 5 octobre 1985, après avoir travaillé dans une station-service de Galveston. Plus tard dans la soirée, elle était partie rejoindre des amis dans une boîte de nuit à proximité, sur l'île de Galveston. Des connaissances ont affirmé qu'ils s'étaient arrêtés dans une supérette en chemin et que Michelle était montée dans un véhicule avec deux hommes. Elle n'a pas été revue depuis. Les autorités pensent qu'elle a été enlevée et assassinée[16].
- Audrey Lee Cook, 30 ans[17],[18], a été vue pour la dernière fois vers la fin du mois de décembre 1985. Ses restes ont été retrouvés dans un champ situé dans le quartier 3000 de Calder Road, le même jour où le corps de Laura Miller a été localisé à proximité. Les corps des victimes n'ont pas été "enterrés", mais cachés. Les deux victimes ont été laissées en position couchée près d'un arbre. Cook présentait une blessure par balle de petit calibre dans le dos, qui lui a sectionné la colonne vertébrale, et elle souffrait de blessures supplémentaires à plusieurs côtes[19]. Elle a été identifiée en avril 2019 avec Donna Prudhomme par généalogie génétique via Family Tree DNA[20],[21],[22].
- Shelley Kathleen Sikes, 19 ans, a été vue pour la dernière fois quittant son travail de serveuse au Gaido's Seafood Restaurant sur le front de mer de Galveston, peu avant minuit, le 24 mai 1986. Sa voiture a été retrouvée le lendemain, enlisée dans la boue, tachée de sang et abandonnée sur le bord d'une route d'accès à l'Interstate 45, au sud de la chaussée de Galveston[23]. La vitre du côté conducteur avait été brisée et des taches de sang ont été découvertes sur la portière et sur le siège du conducteur. Elle n'a jamais été retrouvée.
- Suzanne Rene Richerson, 22 ans[24],[25],[26], était employée comme gardien de nuit à la Casa Del Mar Condominiums sur le Seawall Boulevard à Galveston. Elle a été vue pour la dernière fois au travail à 6 heures du matin le 7 octobre 1988 par les gardes de sécurité du complexe. Peu de temps après, un autre employé qui dormait dans la chambre située au-dessus du bureau de Richerson a entendu un cri de femme. Le témoin affirme avoir ensuite entendu une portière de voiture se refermer, accompagnée d'un autre cri et du bruit d'une voiture s'éloignant à toute vitesse du parking. Un client s'est présenté au bureau de Richerson pour faire son check-out vers 6h30 et a découvert le bureau abandonné. L'une des chaussures de Richerson a été retrouvée dans le parking plus tard dans la matinée, mais elle n'a jamais été revue.
- Donna Marie Prudhomme, 34 ans[17],[18],[19],[24], a été vue pour la dernière fois en juillet 1991 à Nassau Bay, au Texas. Le 8 septembre 1991, un habitant de la région a découvert son corps en état de décomposition avancée dans un champ, à côté de Calder Road. Un examen médical a conclu qu'elle était morte depuis au moins six semaines, mais la cause du décès n'a pas pu être déterminée. Elle a été identifiée en avril 2019 avec Audrey Cook par généalogie génétique via Family Tree DNA[20],[21],[22].
- Le 1er février 1996, Lynette Bibbs, 14 ans, et Tamara Fisher, 15 ans, se sont rendues dans un club pour adolescents de Houston. Un homme de 22 ans a ensuite prétendu les avoir déposé dans un motel près du centre-ville, sur Old Spanish Trail. Les corps des deux jeunes filles ont été retrouvés abandonnés au bord d'une route de campagne deux jours plus tard, à Cleveland, au Texas[27]. Elles avaient toutes deux été tuées par balle, mais la police soupçonne qu'elles l'ont été par des personnes différentes.
- Krystal Jean Baker, 13 ans[28], a été vue pour la dernière fois près de l'Interstate 45 le 5 mars 1996, à Texas City, alors qu'elle quittait la maison de sa grand-mère après une dispute. Krystal a été vue pour la dernière fois en train d'utiliser un téléphone dans une supérette locale pour demander à son amie si elle pouvait rester avec elle[29]. Deux heures plus tard, son corps a été retrouvé. Elle avait été violée, étranglée et jetée sur le pont de l'Interstate 10 Trinity River. La grand-tante de Baker était Marilyn Monroe[30]. Kevin Edison Smith a été reconnu coupable de meurtre en 2012 et condamné à la prison à vie. En 2019, le gouverneur Greg Abbott a promulgué la loi Krystal Jean Baker, qui autorise le prélèvement d'ADN sur les personnes arrêtées pour certains délits, avant leur condamnation[31],[32].
- Le 3 avril 1997, Laura Smither, 12 ans[33], a été vue pour la dernière fois à Friendswood, en train de faire du jogging dans la rue où elle habitait, après avoir dit à sa mère qu'elle allait courir pendant 20 minutes. Dix-sept jours plus tard, le 20 avril 1997, son corps a été retrouvé dans un bassin de rétention à Pasadena[34]. En 1998, ses parents ont créé le Laura Recovery Center, une organisation à but non lucratif qui aide à la recherche et à la récupération des victimes d'enlèvement[33]. William Lewis Reece a été reconnu coupable des meurtres de Laura Smither, Kelli Cox et Jessica Cain en juin 2022[35].
- Kelli Ann Cox[35], 20 ans, a été vue pour la dernière fois le 15 juillet 1997 dans une station-service et un magasin de proximité Connoco à Denton, après s'être enfermée hors de sa voiture et avoir appelé son petit ami à l'aide en utilisant la cabine téléphonique à l'extérieur de la station. Plus de dix-huit ans plus tard, le 18 mars 2016, les restes de Kelli ont été découverts après que le tueur en série présumé William Lewis Reece a demandé aux enquêteurs de fouiller une zone du comté de Brazoria, où ses restes avaient été trouvés. Reece a avoué et a été condamné pour les meurtres de Laura Smither, Kelli Cox et Jessica Cain en juin 2022[35].
- Jessica Lee Cain, 17 ans[36], a été vue pour la dernière fois au restaurant Bennigan's près du Baybrook Mall à Clear Lake, dînant avec des amis vers 1h30 du matin. Elle a été portée disparue le 17 août 1997 lorsque son père a trouvé son camion abandonné le long de l'Interstate 45[37]. Le 18 mars 2016, les restes de Jessica ont finalement été retrouvés dans un champ près de East Orem Road, à côté de l'aéroport Hobby. Le tueur en série présumé, William Lewis Reece[38],[39], a demandé aux enquêteurs de fouiller la zone où ses restes ont été trouvés. Reece a été condamné pour les meurtres de Smither, Cox et Cain en juin 2022[35].
- Tot Tran Harriman, 57 ans[40],[41],[42], rendait visite à sa famille au Texas et avait établi un itinéraire entre League City et Corpus Christi, prévoyant de conduire le long de l'autoroute 35. Elle est partie vers 5 heures du matin le 12 juillet 2001 de la résidence de son fils près de League City. Tot a été vue pour la dernière fois au volant de sa Lincoln Continental 1995 sur l'autoroute 35. Ni elle ni sa voiture n'ont été retrouvées.
- Sara Ann Lewis Trusty, 23 ans, a été vue à vélo pour la dernière fois le 12 juillet 2002 vers 23 heures à Algoa, près de son église. Le vélo a été retrouvé le lendemain dans le foyer de l'église baptiste d'Algoa. Son corps a été découvert le 28 juillet 2002 par des pêcheurs dans une digue à Texas City, dans un réservoir voisin[43],[27].
- Terressa Lynn Vanegas, 16 ans[27], a été vue pour la dernière fois le 31 octobre 2006 à Dickinson, marchant près du lotissement Green Caye. Trois jours plus tard, son corps a été retrouvé étranglé, violé et les cheveux coupés dans un champ, en face du lycée de Dickinson[44],[45].

## Les suspects

### Michael Lloyd Self
Michael Lloyd Self, un exploitant de station-service et délinquant sexuel condamné de Galveston, est devenu suspect dans les meurtres de Rhonda Johnson et Sharon Shaw en 1972. Après des heures d'interrogatoire, Self a avoué les meurtres. Il a été emmené à la prison du district, aidant plus tard à localiser les corps. Au cours des mois suivants, il est revenu sur ses aveux, affirmant qu'il avait été torturé, les interrogateurs l'étouffant avec un sac en plastique, le brûlant avec des mégots de cigarettes et un radiateur, mais également agressé par le chef de la police, Don Morris. Néanmoins, le 18 septembre 1974, Self a été reconnu coupable du meurtre de Shaw et condamné à l'emprisonnement à perpétuité, malgré le fait que ses aveux montraient de grandes divergences concernant les vêtements des victimes, la date des meurtres, l'emplacement des corps, la façon dont elles ont été tuées, et divers autres détails.
Trois ans plus tard, en 1976, Don Morris et son adjoint, Tommy Deal, ont été arrêtés et reconnus coupables de divers crimes, notamment de torture et autres mauvaises conduites contre des détenus. Ils ont été condamnés respectivement à 55 et 30 ans de prison. Après cela, Self a régulièrement fait appel, mais a été rejeté à chaque fois. Michael Self est décédé le 21 décembre 2000, alors qu'il était toujours en détention. Ce n'est qu'après sa mort qu'un certain nombre de policiers, dont l'ancien procureur du comté de Harris, ont déclaré qu'ils pensaient que Self avait été condamné à tort.

### Edouard Harold Bell
Une enquête menée par la police de League City et le FBI dans les années 1970 a identifié Edward Harold Bell, un exhibitionniste connu, comme autre suspect. Il avait été arrêté au moins 12 fois pour avoir montré ses parties génitales à des enfants, mais avait à chaque fois évité la prison. Bell vivait sur une propriété près de la plage de Galveston, où il était le partenaire silencieux d'un magasin de surf. Il connaissait deux des victimes, Debbie Ackerman et Maria Johnson, qui fréquentaient le magasin. Au milieu des années 1970, il a acquis un terrain à Dickinson et a vécu près de l'endroit où deux autres victimes, Brooks Bracewell et Georgia Geer, ont été vues vivantes pour la dernière fois. En 1978, alors qu'il se masturbait dans la rue devant un groupe d'adolescentes, Bell est confronté à l'ancien marine Larry Dickens, âgé de 26 ans, tandis que sa mère appelait la police. Dickens a retiré les clés du véhicule de Bell et a refusé de les rendre.
En représailles, Bell l'a tué, s'est enfui, mais a ensuite été appréhendé par la police. Il a déposé une caution plusieurs semaines plus tard et afin d'éviter une condamnation et une nouvelle incarcération, il a fui le Texas et s'est échappé des États-Unis, échappant à la police pendant plus de deux décennies. En 1993, il a été arrêté au Panama et extradé vers les États-Unis, où il a été reconnu coupable du meurtre de Dickens et condamné à 70 ans de prison. En 1998, Bell a écrit plusieurs lettres au procureur du comté de Harris, avouant les meurtres de cinq filles en 1971 et de six autres entre 1974 et 1977. Il a déclaré qu'il ne se souvenait pas des noms de la plupart de ses victimes, mais a déclaré avec confiance qu'il avait tué Debbie Ackerman, Maria Johnson, Colette Wilson et Kimberly Pitchford, ainsi que deux autres filles alors anonymes qu'il avait enlevées à Webster en août 1971. Elles seront plus tard identifiées comme Rhonda Johnson et Sharon Shaw. Malgré cela, Bell n'a jamais été inculpé de ces meurtres, car aucune preuve, biologique ou autre, ne l'incriminait. Il est resté un suspect principal jusqu'à sa mort en avril 2019,.

### Mark Stallings
En 2013, Mark Roland Stallings, un kidnappeur condamné à perpétuité, a avoué avoir tué une fille en 1991 et avoir jeté son corps dans les champs. Elle sera plus tard identifiée comme étant Donna Prudhomme. Au moment du meurtre, Stallings vivait et travaillait à League City et se trouvait près des domiciles de certaines disparues retrouvées mortes. Malgré le fait que son témoignage montre une grande cohérence et de nombreux détails, il n'a été accusé d'aucun meurtre, mais reste un suspect dans les meurtres de Donna Prudhomme et Audrey Cook, ainsi que de deux meurtres sans rapport dans le comté de Fort Bend,.

### Clyde Edwin Hedrick
Clyde Hedrick a été nommé en tant que suspect dans la série documentaire 2022 Scène de crime : Les champs macabres du Texas. Hedrick a été libéré de prison en 2021 après avoir été condamné à 20 ans de prison pour le meurtre d'Ellen Beason en 1984. Après sa libération, Hedrick a vécu dans un centre d'hébergement et de réinsertion sociale. En juillet 2022, Tim Miller a gagné 24 millions de dollars en responsabilité et dommages après avoir intenté en 2014 un procès pour mort injustifiée contre Hedrick, qui était son ancien voisin. Hedrick a été reconnu civilement responsable de la mort de Laura Miller mais n'a pas été inculpé au pénal. Hedrick avait un casier judiciaire antérieur comprenant des accusations d'intrusion, de vol, d'abus de cadavre, de tentative d'incendie criminel, de possession de marijuana, de conduite en état d'ébriété et d'agression sexuelle. Hedrick aurait fait des aveux en prison pour les meurtres de Laura Miller et Heidi Fye.

## Condamnations

### L'affaire Ellen Beason
Le tueur en série présumé Clyde Edwin Hedrick a été interrogé en 1985 au sujet de la mort suspecte de Beason. Il a admis qu'ils étaient tous les deux allés nager dans un lac voisin en quittant un bar local, mais il a en outre déclaré qu'elle s'était noyée accidentellement dans l'eau. Il a ensuite affirmé s'être débarrassé de son corps de peur d'être accusé de meurtre. À l'époque en 1996, la cause de sa mort n'ayant pu être établie, Hedrick a été reconnu coupable d'avoir abusé de son cadavre et a été condamné à un an de prison. En 2011, l'ex-femme d'Hedrick a approché les autorités et a déclaré qu'il avait fréquemment fait des remarques incriminantes concernant la mort de Beason. Ces informations, ainsi que la deuxième autopsie de Beason, ont conduit les autorités à obtenir un mandat d'arrêt et à accuser Clyde de meurtre en 2014. Hedrick a été reconnu coupable d'homicide involontaire et a été libéré du pénitencier Estelle Supermax  d'Huntsville en octobre 2021.

### L'affaire Shelley Sikes
En 1987, John Robert King, 30 ans, a téléphoné à la police d'El Paso, affirmant que le 24 mai 1986, lui et Gerald Peter Zwarst, 33 ans, avaient attaqué Shelley Sikes alors qu'elle était dans sa voiture, après quoi la fille a été violée et étranglée. Après son arrestation, Zwarst a déclaré à la police qu'il avait caché le corps dans l'un des champs où les autres corps ont été retrouvés. Les deux hommes ont été invités à indiquer où se trouvait le corps de Sikes en échange de l'évitement d'une condamnation à perpétuité, mais leurs indications n'ont pas permis de le découvrir. King et Zwarst ont été reconnus coupables d'enlèvement aggravé et condamnés à la réclusion criminelle à perpétuité en 1998. Ils ont également été interrogés pour d'autres crimes de ce type commis au milieu des années 1980, mais tous deux ont nié avec véhémence toute implication. King est décédé de causes naturelles derrière les barreaux en octobre 2015, tandis que Zwarst est décédé en prison en novembre 2020.

### L'affaire Krystal Jean Baker
En avril 2012, seize ans après la découverte du corps battu, violé et étranglé de Krystal Jean Baker, Kevin Edison Smith a été arrêté et reconnu coupable de son meurtre. En 2009, Smith avait été arrêté pour trafic de drogue en Louisiane. À peu près au même moment, un détective a testé la robe de Baker dans l'espoir d'y trouver de l'ADN. Une correspondance a été confirmée, utilisant une technologie de pointe qui n'était pas disponible au moment de la disparition de Krystal. Un jury a délibéré pendant environ 30 minutes et a déclaré Smith coupable. Il a été condamné à la prison à vie.

### William Lewis Reece
En mai 1997, William Lewis Reece a été arrêté pour enlèvement et tentative de meurtre sur Sandra Sapaugh, 19 ans, de Webster. L'année suivante, il a été reconnu coupable et condamné, écopant d'une peine d'emprisonnement de 60 ans. En 2015, son ADN a été mis en correspondance avec le tueur de Tiffany Johnston, 19 ans, qui a été retrouvée assassinée dans l'Oklahoma en 1997. Après cette révélation, Reece a avoué avoir tué Jessica Lee Cain et Kelli Ann Cox, conduisant les enquêteurs aux lieux de sépulture des corps,,. Il avait été soupçonné d'avoir kidnappé et tué Laura Smither et a avoué à la police de Friendswood, en 2016, qu'il l'avait en effet assassinée. En 2021, Reece a été reconnu coupable du meurtre de Johnston et condamné à mort. L'année suivante, il a été extradé vers le Texas, a été reconnu coupable des meurtres de Smither, Cain et Cox, et a été condamné à perpétuité après avoir plaidé coupable à chacun des trois meurtres.

## Adaptations

### Killing Fields(2011)
Une adaptation cinématographique des événements meurtriers survenus le long de l'autoroute Interstate Highway 45 est sortie le 9 septembre 2011, sous le titre Killing Fields . Il a été réalisé par Ami Canaan Mann et mettait en vedette Sam Worthington et Jeffrey Dean Morgan. Le film est vaguement basé sur les meurtres tout en décrivant une représentation fictive de la lutte à laquelle la police locale a été confrontée en tentant de résoudre les meurtres. Le film se concentre sur les détectives principaux de la police, le capitaine Brian Goetschius et Mike Land, qui ont consacré leur carrière à résoudre les mystères de l'Interstate Highway 45. Les cinéastes ont embauché les officiers Goetschius et Land comme consultants lors de la réalisation du film.
Le scénariste et agent fédéral Donald Ferrarone a déclaré avoir tiré des informations d'un entretien avec une victime d'enlèvement, Michelle Ann E. et la famille de l'une des victimes du meurtre. Janet Miller, mère de Laura Miller, a déclaré dans une interview au Dallas Morning News qu'elle était d'abord en colère à propos du film, déclarant "J'étais bouleversée parce que personne ne m'a prévenu. Les parents doivent savoir ce qui se passe." Tim Miller, le père de Laura Miller, a déclaré avoir vu le film pour ce que les cinéastes avaient l'intention de faire : faire prendre conscience des crimes et générer de nouveaux indices. Dans une interview accordée à CBS News pour 48 Hours, l'acteur Sam Worthington a déclaré : "Les gens - on ne sait jamais - pourraient simplement aller voir le film et dire : 'Oh, je me souviens quand quelqu'un est descendu dans les champs, et je me souviens d'une certaine voiture et d'une certaine personne qui semblaient un peu louches. Peut-être qu'une famille pourra alors savoir ce qui est arrivé à sa fille."

### Scène de crime: les champs macabres du Texas(2022)
Scène de crime : les champs macabres du Texas est la saison 3 de Scène de crime. Elle est sortie sur Netflix le 29 novembre 2022 sur Netflix en trois parties. La série a été réalisée par Jessica Dimmock. Elle a été classée parmi les meilleures docuseries sur Netflix, avec 23 880 000 heures totales visionnées,, et a reçu des critiques positives.